# Powstanie Miao (1735–1736)
Powstanie Miao 1735–1736 – największa z cyklu rebelii autochtonicznych ludów południowo-zachodnich Chin, zwanych zbiorczo Miao, ciągnących się od lat 20. XVIII wieku, spowodowanych naporem chińskim na ich ziemie.
Południowo-zachodnie Chiny znalazły się w obrębie cesarstwa za czasów dynastii Ming, jednak kontrola państwa na tych terenach pozostawała słaba. Cesarz Yongzheng postanowił wzmocnić chińską obecność w Guizhou i Yunnanie, zastępując rządy autonomicznych władców lokalnych zwanych tusi administracją chińską. W tym celu mandżurski książę Oertai poprowadził kilka wypraw wojennych na te tereny, pacyfikując je w latach 1726–1732. Militarna kontrola nie zapobiegała jednak nadużyciom administracji, a jedynie tłumiła sprzeciw.
W roku 1735 wyzysk i prześladowania okazały się ponad wytrzymałość lokalnych ludów i chwyciły one za broń. Wielu ze zdesperowanych powstańców, by nie mieć nic do stracenia, przed przyłączeniem się do rewolty, zabiło swe dzieci i żony. Rebelia rozpoczęła się w Taigong, rozszerzając się następnie na Liping i Duyun. Chińska administracja, nie mogąc sobie poradzić z powstańcami sugerowała zawarcie z nimi jakiegoś układu. Jednak nowy cesarz, Qianlong, odwołał dotychczasowych dowódców i wyznaczył Zhang Guangsiego, generała, który odznaczył się pod Oertaiem, do stłumienia powstania. Powstanie zostało krwawo stłumione, ostatni rebelianci bronili się zaciekle w Niupidajing. Łącznie armie chińskie zniszczyły ok. 1200 fortów wzniesionych przez Miao i zabiły 18 tysięcy wojowników. Kampania trwała od lutego do listopada 1736. Zhang, w międzyczasie mianowany gubernatorem generalnym Guizhou, rozpoczął budowę dróg, zwiększanie garnizonów i budowę kopalni, by wzmocnić kontrolę i gospodarkę regionu.
Brutalne stłumienie powstania zapewniło pół wieku spokoju, ale wyzysk i napór chińskich osadników pchnęły Miao ponownie do rewolty w 1795.